# Via Calleva Atrebatum-Aquae Sulis
La via Calleva Atrebatum-Aquae Sulis fu una strada romana dell'antica provincia della Britannia, che collegava Calleva Atrebatum (Silchester), la capitale degli Atrebati, all'importante città termale di Aquae Sulis (Bath).

## Itinerario
Questa strada collegava Calleva Atrebatum e Aquae Sulis passando per Spinae (Speen), Cunetio (Mildenhall) e Verlucio (Sandy Lane, tra Calne e Melksham).
Alcuni tratti della strada antica sono tuttora conservati, mentre di altre parti non vi è più alcuna traccia.
Tra il I e il V secolo d.C., la strada costituì un importante percorso per gli spostamenti est-ovest e per la logistica militare dell'Inghilterra sudorientale.
Nel Medioevo, la strada fu usata come tratturo e da mercanti e viaggiatori.